# گردن (جورجیا)
گردن، جورجیا (به انگلیسی: Gordon, Georgia) یک شهر در ایالات متحده آمریکا با جمعیت ۲٬۱۵۲ نفر است که در جورجیا واقع شده‌است.

## موقعیت جغرافیایی
موقعیت جغرافیایی شهرها و مناطق اطراف به شرح زیر است: